# Ramel Keyton
Ramel Pierre Keyton (Marietta, 14 settembre 2000) è un giocatore di football americano statunitense che milita nel ruolo di wide receiver e che è free agent. Al college ha giocato per Tennessee.

## Carriera universitaria
Keyton, originario di Marietta in Georgia, cominciò a giocare a football nella locale Marietta High School. Valutato come un prospetto di alto livello per il college football (quattro stelle su cinque), Keyton scelse di andare a giocare per l'Università del Tennessee con i Volunteers che militano nella Southeastern Conference (SEC) della Divisione I della Football Bowl Subdivision (FBS) della NCAA.
Nel suo primo anno con i Volunteers, nel 2019, fece quattro ricezioni per 104 yard e una corsa per dieci yard. Nella stagione successiva fece sette presenze con nove ricezioni per 76 yard. Nel 2021 totalizzò sette ricezioni per 72 yard. Nella stagione 2022 mise a tabellino 31 ricezioni per 562 yard e cinque touchdown. Nel 2023 giocò da titolare tutte le 13 gare dei Volunteers, facendo 35 ricezioni per 642 yard e sei touchdown.
Al termine della stagione 2023 Keyton si dichiarò per passare tra i professionisti.
Statistiche al college
| Stagione | Stagione  | Stagione   | Stagione   | Stagione | Stagione | Ricezioni | Ricezioni | Ricezioni | Ricezioni | Ricezioni |
| Anno     | Squadra   | Campionato | Conference | P        | PT       | Ric       | Yard      | Media     | Max       | TD        |
| -------- | --------- | ---------- | ---------- | -------- | -------- | --------- | --------- | --------- | --------- | --------- |
| 2019     | Tennessee | FBS Div. I | SEC        | 12       | 0        | 4         | 104       | 26,0      | 46        | 0         |
| 2020     | Tennessee | FBS Div. I | SEC        | 7        | 3        | 9         | 76        | 8,4       | 16        | 0         |
| 2021     | Tennessee | FBS Div. I | SEC        | 8        | 1        | 7         | 72        | 10,3      | 15        | 0         |
| 2022     | Tennessee | FBS Div. I | SEC        | 13       | 7        | 31        | 562       | 18,1      | 57        | 5         |
| 2023     | Tennessee | FBS Div. I | SEC        | 13       | 13       | 35        | 642       | 18,3      | 60        | 6         |
| Totale   | Totale    | Totale     | Totale     | 53       | 24       | 86        | 1.456     | 16,9      | 60        | 11        |

Fonte: Football Database

## Carriera professionistica

### Las Vegas Raiders
Keyton non fu scelto nel corso del Draft NFL 2024 e il 27 aprile 2024 firmò da undrafted free agent con i Las Vegas Raiders.
Il 27 agosto 2024 Keyton fu uno dei due undrafted free agent ad essere inseriti nel roster attivo iniziale dei Raiders. Il 28 settembre 2024, prima della gara del quarto turno, fu svincolato per poi essere aggregato alla squadra di allenamento due giorni dopo. Il 1º novembre 2024, alla vigilia della gara del nono turno, fu promosso nel roster attivo. Terminò la sua annata da rookie con 8 presenze, nessuna da titolare, con una ricezione e nessun touchdown.
Il 25 aprile 2025, per far spazio ai nuovi giocatori selezionati nel draft, Keyton fu svincolato.